# Hornviol
Hornviol (Viola cornuta) är en växtart i familjen violväxter.